# Dialekt południowokresowy

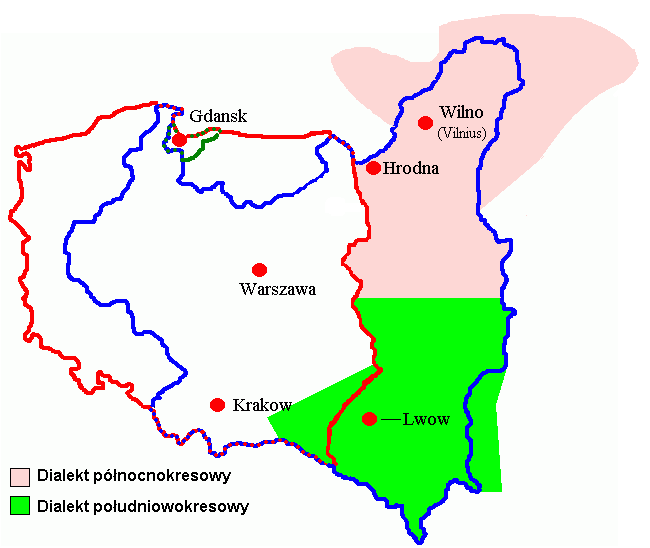
Zasięg dialektu południowokresowego według Zofii Kurzowej

Dialekt południowokresowy – dialekt języka polskiego używany dawniej w południowej części Kresów Wschodnich ze Lwowem.

## Zagadnienie granicy pomiędzy etnosami lechickim i ruskim
Dotąd nie wiadomo, jak przebiegała pierwotna granica południowo-wschodnia pomiędzy plemionami lechickimi (Lędzianie) i ruskimi.
Przyjmuje się, że element zachodniosłowiański (lechicki) obejmował swym zasięgiem tereny pomiędzy górnym i środkowym Sanem, górnym i częściowo środkowym Bugiem, lub sięgał pasma Gołogór.
Na wschodzie enklawy zachodniosłowiańskie sięgały po rzekę Styr. Na południowym wschodzie stare nazwy o proweniencji zachodniosłowiańskiej znajdują się w dorzeczu Dniestru i jego licznych dopływów. Tereny te pierwotnie zachodniosłowiańskie uległy rutenizacji (zruszczeniu) w wyniku trzech procesów:
- akcji deportacyjnej Jarosława Mądrego podjętej w latach 30. XI stulecia
- działalności kościoła prawosławnego po schizmie w roku 1054, która polegała na asymilacji ludności na korzyść Rusi Kijowskiej
- osiedlania się ludności ruskiej uchodzącej przed niewolą z głębi Rusi po najeździe mongolskim w XIII stuleciu.

Scalenie w XIV stuleciu terenów między Sanem, Bugiem i Dniestrem z Koroną Polską uruchomiło proces napływu na nie ludności z sąsiedniej Małopolski i następującej w ślad za tym repolonizacji bądź polonizacji.

## Geneza dialektu
Dialekt ten powstawał stopniowo od II poł. XIV w., tzn. od ostatecznego scalenia Rusi Czerwonej z Koroną Polską. Pierwsze zabytki spisane w nim pochodzą z XV stulecia (ortyle magdeburskie spisane pomiędzy 1440 a 1460 rokiem pod Lwowem).
Powstał on z nałożenia się dialektu małopolskiego na substrat ruski, co wiązało się początkowo z napływem ludności ruskiej na tereny lechickie, a następnie długotrwałym (od końca XIV do trzeciej ćwierci XVIII stulecia) napływem ludności małopolskiej w tamtejsze obszary. Po ustanowieniu w roku 1434 przez Władysława III Jagiellończyka województw ruskiego i podolskiego oraz wprowadzeniu na ich obszarze formalnie prawa polskiego nastąpiło rozprzestrzenienie się kultury oraz mowy polskiej wśród tamtejszej ruskiej ludności, średniej oraz drobnej szlachty, patrycjatu miejskiego oraz członków miejskich cechów rzemieślniczych. Dzięki temu procesowi dialekt południowokresowy poszerzył swą bazę społeczną wśród warstw szlacheckiej i mieszczańskiej. W drugiej połowie XIX wieku w największych miastach takich jak Lwów wytworzyła się pośród inteligencji na bazie rozwijającego się od XIV wieku dialektu regionalnego gwara warstw wykształconych, czyli kulturalna gwara miejska (gwara lwowska), natomiast pośród biedoty i robotników gwara plebejska (bałak) używana przez niższe warstwy społeczne, a następnie częściowo przejęta przez warstwy wykształcone.
Rozmieszczenie dialektu południowokresowego miało charakter wyspowy ponieważ dialekt ten w przeciwieństwie do dialektu północnokresowego nie wytworzył gwar ludowych. Masy chłopskie pozostały przy języku ruskim dzięki rozwiniętemu rodzimemu nacjonalizmowi podsycanemu przez władze austriackie. Liczne rozsiane we wschodniej Galicji wyspy języka polskiego reprezentowały inną wiejsko-prowincjonalną odmianę dialektu południowokresowego z o wiele silniejszymi wpływami języka ruskiego będące mieszaniną różnych elementów dialektologicznych: małopolskiego, wielkopolskiego, mazowieckiego i śląskiego.
Tak więc pod pojęciem dialektu południowokresowego rozumiemy kilka odmian języka:
- historyczny dialekt południowokresowy istniejący wiekach XIV–XVIII, – był to dialekt stary i mający moc asymilacyjną, gdyż spowodował dobrowolną polonizację szlachty i mieszczaństwa na Rusi Koronnej; powstawał jako odmiana polszczyzny literackiej z silnymi wpływami małopolskimi i pewnymi interferencjami języka rusińskiego
- dialekt kulturalny Lwowa istniejący w wiekach XIX–XX, był odmianą i sukcesorem południowokresowego dialektu historycznego, posiadał moc asymilacyjną
- bałak, czyli język plebejskiej części ludności Lwowa, oddziaływał on na dialekt kulturalny i posiadał moc asymilacyjną, powodował dobrowolną polonizację napływającej do Lwowa ukraińskiej ludności chłopskiej
- odmiana wiejska i prowincjonalna języka – o płynnej normie, silnie zmodyfikowana przez wpływ ukraiński oraz będąca mieszaniną polskich dialektów etnicznych, w różnym stopniu zbliżona do ukraińskiego i pozbawiona mocy asymilacyjnej, ulegająca silnie wpływom ludowych gwar rusińskich.

## Znaczenie dialektu
W okresie od XVI do połowy XVIII wieku oraz w okresie II RP dialekt południowokresowy wywarł wpływ na kształtowanie się polskiego języka literackiego. W kręgu oddziaływania dialektu południowokresowego znajdowała się znaczna część polskich pisarzy okresu Odrodzenia, pisarze z tzw. szkoły ukraińskiej polskich poetów oraz Aleksander Fredro. Najbardziej złożoną gwarą dialektu południowokresowego była gwara lwowska i to ona wywarła znaczny wpływ na polszczyznę literacką w okresie autonomii galicyjskiej i II RP. Przymusowe wysiedlenie niemal całkowicie polskiej ludności z kresów południowo-wschodnich w latach 1944–1946 doprowadziła do zniszczenia skupisk ludności mówiącej tym dialektem. Obecnie jest on używany w nielicznych społecznościach polskich na Ukrainie i grozi mu stopniowy zanik.